# ジョイス・チェン
ジョイス・チェン（鄭欣宜、Joyce Cheng、1987年5月30日-）は、カナダバンクーバー市生れの香港の女性歌手、女優。中国系カナダ人。愛称は「欣宜」。父は香港人（アダム・チェン）、母は上海人・カナダ人（リディア・サム）。

## 出演作品
映画
- 29歳問題（2017年）